# فیروزجاثابت
 فیروزجاه ثابت در ۴۵ کیلومتری جنوب شهر بابل (بارفروش) بوده و یکی از بخش های ‌   دهستان فیروزجاه  می باشد و در دل جنگل های هیرکانی واقع شده است. در متون محلی نام قدیم آن فیروزشاه عنوان شده که برگرفته از قلعه فیروزشاه می باشد. این قلعه در حدود ۶۵۰ سال پیش توسط معماران ایرانی ساخته شده است.  نام این قلعه برگرفته از قلعه فیروزشاه  هند می باشد.  معماران ایرانی  در قرن ۱۴ میلادی ساختمان های زیادی را در هندوستان بنا کرده اند.

## موقعیت مکانی فیروزجاه
فیروزجاه روستایی است از توابع بخش بندپی شرقی شهرستان بابل در استان مازندران ایران

## مکان های تاریخی
از مکان‌های قدیمی این روستا می‌توان به آقامار (مزار مادر حاج شیخ موسی) و سقاخانه روستا که برای دوره قاجار می‌باشد اشاره کرد.
تاریخ شناسان هندی معتقد هستند که شخصی به نام حاج شیخ موسی که در قر ۱۴ میلای هم زمان با فیروزشاه هند می زیسته سفری به ایران داشته است. مقبره حاج شیخ موسی در هشتاد کیلومتری جنوب شهر دهلی در شهر هریانا واقع شده است. مردم منطقه او را شخصی با نیت پاک دانسته و مستجاب الدعوه می دانستند.

## جمعیت
این روستا در دهستان فیروزجاه قرار دارد و براساس سرشماری مرکز آمار ایران در سال ۱۳۸۵، جمعیت آن ۴۰۸ نفر (۸۹خانوار) بوده‌است.. طبق آمار خانه بهداشت روستا، جمعیت روستا در سال ۱۳۹۴ با کاهش شدید جمعیت بر اثر مهاجرتها به ۳۴۳ نفر رسیده‌است.
 درگاه ملی آمار ایران]

## مهاجر پذیری
در اوایل دهه ۱۸۳۰ میلادی فیروزجاه شاهد ورود افراد تازه واردی به نام های مهرعلی نقاش و نورعلی نقاش بوده است.
طبق منابع محلی نشان دهنده همزمانی مهاجرت این دو شخص  با مهاجرت طایفه حلال خورها از تهران به بندپی بارفروش( بابل) بوده است. طایفه حلالخورها از ملازمان و آخوند های در بار فتحعلی شاه قاجار بودند.
دلیل مهاجرت و اصالت مهرعلی و نورعلی به فیرزوجاه تا دو قرن در هاله ای از ابهام قرار داشت. منابع محلی محل تدفین نورعلی را در قبرستان روستای زوارک فیروزجاه عنوان کرده اند. گفته می شود کتابی در خصوص سرگذشت آنها در دست تدوین می باشد.